# Primavera (Disney)
Primavera es una de las tres hadas buenas de la película La Bella Durmiente.

## Historia
Llega junto con Fauna y Flora a darle sus dones a la Princesa Aurora, pero la malvada bruja Maléfica le lanza un hechizo, a ella le toca la tarea de evitar el maleficio, pero al no poder romperlo por el gran poder de Maléfica, lo cambia para que en vez de morir, duerma hasta que sea despertada con el primer beso de amor. Para evitar que Maléfica intente algo, a Flora se le ocurre esconder a la Princesa Aurora en una casita abandonada en medio del bosque llamada la Cabaña del Leñador, bajo el nombre de Rosa, para que, durante 16 años que tenían que pasar para cumplirse el maleficio, Maléfica no la encontrara. Así lo hacen, y para no cometer errores se deshacen de las Varitas Mágicas de Virtud y de las alas hasta que hayan cumplido su cometido.

## Su poder especial
En el DVD 50 aniversario se desvela que su poder consistiría en controlar el tiempo (las estaciones).

## El don para evitar el maleficio
Su don para Aurora no consiste en su "elemento", ya que al ser a la que la tocaba darle el don, debe intentar ayudar para suavizar el maleficio, haciendo que solo se cumpla en que en vez de morir, duerma hasta que la bese su verdadero amor.

## El don que no pudo dar a Aurora
Ella tenía pensado un don para Aurora, pero debido al maleficio que tuvo que contrarrestar, no pudo dársele. En el DVD 50 aniversario se desvela que el don que Primavera iba a darle a Aurora era la felicidad. Tiene que ver con su elemento (el tiempo/clima), ya que tras el invierno, viene la primavera que da felicidad, una metáfora que introduce en el don con el que intenta romper la maldición. Este don, influye en la historia, ya que al no poder habérselo dado a tiempo, Aurora sufre mucho hasta ser feliz, separándose de sus padres, de su amor, acabando sufriendo el maleficio, aunque gracias a Primavera, no muere y acaba siendo feliz.

## Su regalo de cumpleaños
Ella no puede decidir las tareas de cada hada, lo que la enfada, y se queda con hacer de modelo para el vestido de Aurora que está haciendo Flora, que elige que sea rosa, aún con las quejas de Primavera, que lo quería azul. En un principio, Flora decidió que ninguna usara la magia para hacer los regalos, pero tras el razonamiento de Primavera y los desastrosos resultados (el vestido era horrible, las costuras se caían y el pastel se derretía) deciden usar la magia, tomando precauciones para que no las vean. Al empezar a pelear por el color del vestido, Flora y Primavera, comienzan a lanzarse hechizos haciendo que , el vestido, sus trajes y la tarta que Fauna está preparando, cambien continuamente de rosa a azul. La luz que los hechizos despiden, sale por la  chimenea y el cuervo de Maléfica las descubre.
- Datos: Q6085855